# Czas zaprzyszły
Czas zaprzyszły (Futurum Exactum) – czas stosowany dla wyrażenia czynności przyszłej, mającej miejsce przed inną czynnością przyszłą lub przed określonym czasem w przyszłości. W niektórych językach (np. w angielskim i niemieckim) służy także do wyrażania czynności przeszłej, co do której wystąpienia nie ma całkowitej pewności.

## Język angielski
Czas zaprzyszły w języku angielskim (Future Perfect) jest czasem złożonym i składa się z czasownika posiłkowego will (shall), czasownika posiłkowego have oraz trzeciej formy czasownika głównego. Odmiana czasownika to do w czasie Future Perfect:
| osoba | l. pojedyncza            | l. mnoga                |
| ----- | ------------------------ | ----------------------- |
| 1.    | I will/shall have done   | we will/shall have done |
| 2.    | you will have done       | you will have done      |
| 3.    | he/she/it will have done | they will have done     |

W stronie biernej zaś dodaje się po have trzecią formę wyrazu be czyli been, np. :
- It will have been done by me

W podobnej funkcji występuje też w języku angielskim czas Future Perfect Continuous, tworzony za pomocą czasownika posiłkowego will (shall), czasownika posiłkowego have, trzeciej formy czasownika be (tj. been) oraz gerundium czasownika głównego (z końcówką -ing), np.:
- I will/shall have been doing

Future Perfect Continuous różni się od Future Perfect wyrażanym aspektem czasownika. Nie występuje w stronie biernej.
Formę przeczącą tworzy się przez dodanie wyrazu not po wyrazie will/shall.

### Future Perfect w znaczeniu czasu przeszłego
W języku angielskim Future Perfect może – oprócz swojej podstawowej funkcji wyrażania czynności przyszłej, zakończonej przed danym czasem w przyszłości – wyrażać także czynności przeszłe, co do których mówiący nie ma całkowitej pewności, na przykład:
- By now, he will have returned. = "Zapewne już wrócił."

## Język niemiecki
Czas zaprzyszły w języku niemieckim (Futur zwei) jest czasem złożonym i składa się z czasownika posiłkowego werden w czasie teraźniejszym oraz haben lub sein w bezokoliczniku i trzeciej formy czasownika głównego na końcu zdania. Odmiana czasowników machen i gehen w czasie Futur II:
| osoba | l. pojedyncza                | l. mnoga                     |
| ----- | ---------------------------- | ---------------------------- |
| 1.    | ich werde gemacht haben      | wir werden gemacht haben     |
| 2.    | du wirst gemacht haben       | ihr werdet gemacht haben     |
| 3.    | er/sie/es wird gemacht haben | sie/Sie werden gemacht haben |

| osoba | l. pojedyncza                | l. mnoga                     |
| ----- | ---------------------------- | ---------------------------- |
| 1.    | ich werde gegangen sein      | wir werden gegangen sein     |
| 2.    | du wirst gegangen sein       | ihr werdet gegangen sein     |
| 3.    | er/sie/es wird gegangen sein | sie/Sie werden gegangen sein |

Formę przeczącą tworzy się przez dodanie nicht przed imiesłowem biernym czasownika.
W stronie biernej po imiesłowie biernym czasownika głównego pojawia się worden sein, np.
- Das wird von mir (nicht) gemacht worden sein.

### Futur II w znaczeniu czasu przeszłego
W języku niemieckim Futur II może – oprócz swojej podstawowej funkcji wyrażania czynności przyszłej, zakończonej przed danym czasem w przyszłości – wyrażać także czynności przeszłe, co do których mówiący nie ma całkowitej pewności, na przykład:
Er wird schon zurückgekommen sein. = "Zapewne już wrócił."

## Język francuski
Czas zaprzyszły w języku francuskim (Futur antérieur) jest czasem złożonym składającym się z czasownika posiłkowego avoir (lub être) w czasie przyszłym prostym (futur simple) oraz trzeciej formy czasownika głównego (imiesłowu przysłówkowego biernego) (participe passé) na końcu zdania. Odmiana czasowników parler i arriver w czasie Futur antérieur:
| osoba | l. pojedyncza      | l. mnoga               |
| ----- | ------------------ | ---------------------- |
| 1.    | j'aurai parlé      | nous aurons parlé      |
| 2.    | tu auras parlé     | vous aurez parlé       |
| 3.    | il/elle aura parlé | ils/elles auront parlé |

| osoba | l. pojedyncza          | l. mnoga                    |
| ----- | ---------------------- | --------------------------- |
| 1.    | je serai arrivé(e)     | nous serons arrivé(e)s      |
| 2.    | tu seras arrivé(e)     | vous serez arrivé(e)s       |
| 3.    | il/elle sera arrivé(e) | ils/elles seront arrivé(e)s |

Formę przeczącą tworzy się dodając ne i partykułę przeczącą pas – il n'aura pas parlé.

### Futur antérieur w znaczeniu czasu przeszłego
Oprócz swej podstawowej funkcji wyrażania czynności przyszłej uprzedniej, czas futur antérieur może wyrażać proste spekulacje co do przeszłości:
- Pierre n'est pas ici ; il aura oublié. = musiał zapomnieć, zapewne zapomniał.

## Język serbsko-chorwacki
Czas zaprzyszły w języku serbsko-chorwackim (futur drugi albo futur egzaktni) czasowników posiłkowych biti i htjeti:
| osoba | l. pojedyncza | l. mnoga       |
| ----- | ------------- | -------------- |
| 1.    | ja budem bio  | mi budemo bili |
| 2.    | ti budeš bio  | vi budete bili |
| 3.    | on bude bio   | oni budu bili  |

| osoba | l. pojedyncza | l. mnoga         |
| ----- | ------------- | ---------------- |
| 1.    | ja budem htio | mi budemo htjeli |
| 2.    | ti budeš htio | vi budete htjeli |
| 3.    | on bude htio  | oni budu htjeli  |